# Bartolomé Blanche Espejo
Bartolomé Guillermo Blanche Espejo (La Serena, 6 juni 1879 - Santiago, 10 juni 1970) was een Chileens militair en staatsman. Van 13 september tot 2 oktober 1932 was hij interim-president van Chili. 

## Biografie
Hij bezocht het lyceum in zijn geboorteplaats en werd vervolgens in 1895 als cadet toegelaten tot de militaire academie van Santiago. Hij voltooide de officiersopleiding met de rang van tweede luitenant en vervolgde zijn studies aan de cavalerieschool in Hannover (Duitsland). Hij keerde rond 1911 naar Chili terug en was kapitein van een grenadiersregiment. Hij doorliep de verschillende rangen. In 1925 was hij met de rang van kolonel militair attaché in Parijs, Frankrijk. Na zijn terugkeer was hij directeur-generaal van de politie. In 1927 volgde zijn bevordering tot generaal; in 1930 tot brigadegeneraal. 
President Carlos Dávila, het hoofd van de Socialistische Republiek Chili, benoemde generaal Blanche in 1932 tot commissaris-generaal voor prijzen en later tot minister van Binnenlandse Zaken. Op 13 september 1932 volgde hij Blanche op als interim-president van de republiek. In die functie kreeg hij te maken met een mislukte militaire staatsgreep in Antofagasta en Concepción, gevolgd door een militaire revolte. Als gevolg hiervan droeg Blanche op 2 oktober 1932 de macht over aan de voorzitter van het hooggerechtshof, Abraham Oyanedel. 
Bartolomé Blanche overleed op 10 juni 1970 in Santiago. Hij was getrouwd met (1) Enriqueta Northcote en daarna met (2) Olga Sepúlveda.

## Samenstelling kabinet
| Ministerie (Interim-Presidentschap van Bartolomé Blanche 12.9.1932-02.10.1932) | Naam/Periode                          | Partij |
| ------------------------------------------------------------------------------ | ------------------------------------- | ------ |
| Binnenlandse Zaken                                                             | Ernesto Barros Jarpa (1932)           | PL     |
| Buitenlandse Zaken en Handel                                                   | Luis Barriga Errázuriz (1932)         | NAP    |
| Financiën                                                                      | Francisco Mardones Otaíza (1932)      | PDa    |
| Nationale Defensie                                                             | Luis Otero Mujica (1932)              | Mil.   |
| Justitie                                                                       | Juan Antonio Ríos Morales (1932)      | PR     |
| Openbaar Onderwijs                                                             | Luis David Cruz Ocampo (1932)         | —      |
| Sociale Zaken                                                                  | Gustavo Lira Manso (1932)             | PR     |
| Arbeid                                                                         | Fidel Estay Cortés                    | PD     |
| Volksgezondheid                                                                | Javier Castro Oliviera (1932)         | PL     |
| Landbouw                                                                       | Arturo Riveros Alcaide (1932)         | PR     |
| Huisvesting                                                                    | Virgilio Jesús Morales Vivanco (1932) | PDa    |